# 福岡美術学院
福岡美術学院（ふくおかびじゅつがくいん）は、福岡県福岡市にある美大受験予備校。福岡美術研究所休校後に設立された美大受験予備校。

## 沿革
- 1967年 九州英数学舘に美術受験科が設置される。
- 1979年 「九州英数学舘 美術受験科」を「九州英数学舘 別科 福岡美術研究所」に名称変更。
- 2002年 「九州英数学舘 別科 福岡美術研究所」を「九州英数学舘美大受験科 別科 福岡美術研究所」に名称変更。
- 2008年3月 福岡美術研究所休校[1]
- 2008年4月 福岡美術学院開講

## 設置学科・授業内容
- 昼間部　高卒生対象（月～土）
  - 油絵科　…石膏デッサン・静物デッサン・人物デッサン・構成デッサン・油絵・水彩・大作制作の指導
  - 日本画科…石膏デッサン・静物デッサン・人物デッサン・人物着彩・静物着彩・大作制作の指導
  - 彫刻科　…石膏デッサン・静物デッサン・人物デッサン・模刻・人物塑像・動物塑像・大作制作の指導
  - デザイン・工芸科…石膏デッサン・静物デッサン・静物着彩・平面構成・立体構成・大作制作の指導
- 夜間部　現役高校生または建築、教育系受験者対象（週6クラス・月～土）（週3コース・火木土））
  - 建築科…基礎デッサン・下図作成・立体造形・建築写生・空間構成などの指導
  - 映像・メディア系入試対策コース…東京藝術大学先端芸術表現科のファイル制作、武蔵野美術大学映像学科の絵コンテ制作の指導
  - 佐賀大学芸術地域デザイン学部入試対策コース…芸術表現、地域デザインのAO、推薦、一般入試（前期・後期）対策と指導
  - 国公立大教育美術コース・推薦入試対策コース…石膏デッサン・静物デッサン・水彩・油彩・平面構成・立体造形などの指導
  - 九州大学芸術工学部AO入試対策コース…環境設計、工業設計、音響設計、画像設計、芸術情報設計の5学科小論文、実技の指導

## 進学先
2012〜2016年までの5年間の合格実績では、東京藝術大学4名、多摩美術大学115名、武蔵野美術大学170名、佐賀大学芸術芸術地域デザイン学部27名（2015〜2016年の2年間実績）、九州産業大学19名、東京造形大学82名、女子美術大学26名、国公立大学109名、総計671名が合格している。

## 所在地・交通等
- 〒810-0001　福岡市中央区天神4-7-6 グレース天神2F[3]。
- 西鉄福岡（天神）駅、地下鉄天神駅より徒歩[3]。
- JR利用の際は博多駅で地下鉄に乗り換え、地下鉄天神駅、もしくは西鉄バスにて天神４丁目、もしくは福岡中央郵便局前から徒歩[3]。

## 主な出身者
- 草野マサムネ（ミュージシャン、スピッツのボーカル）
- 末政ひかる（キャラクターデザイナー、「たれぱんだ」の生みの親）